# Šrobárová
Šrobárová é um município da Eslováquia, situado no distrito de Komárno, na região de Nitra. Tem 8,39 km² de área e sua população em 2018 foi estimada em 512 habitantes.

## Demografia
| Ano:        | 1994 | 2004   | 2014   | 2024   |
| ----------- | ---- | ------ | ------ | ------ |
| Broj ljudi: | 498  | 487    | 508    | 485    |
| Razlika:    |      | -2,20% | +4,31% | -4,52% |

| Ano:               | 2023 | 2024   |
| ------------------ | ---- | ------ |
| Número de pessoas: | 487  | 485    |
| Diferença:         |      | -0,41% |